# (33782) 1999 RW178
1999 أر دابليو 178 (ويعرف أيضًا باسم (33782) 1999 أر دابليو 178 وفق تسمية الكوكب الصغير) (بالإنجليزية: 1999 RW178)‏ هو كويكب ضمن حزام الكويكبات؛ وترتيبه 33782 من حيث الاكتشاف.
اكتُشف هذا الجُرم الفلكي بواسطة بحث لنكولن عن الكويكبات القريبة من الأرض في 9 سبتمبر 1999.

## وصلات خارجية
- (33782) 1999 RW178 في قاعدة بيانات مختبر الدفع النفاث لأجرام النظام الشمسي الصغيرة

- الاكتشاف · مخطط المدار ·  العناصر المدارية · المعلمات المادية

- (33782) 1999 RW178 على موقع ويكي سكاي: DSS2, SDSS, GALEX, IRAS, Hydrogen α, X-Ray, Astrophoto, Sky Map, Articles and images